# Raúl Alcalá
Raúl Alcalá Gallegos (* 3. března 1964 Monterrey) je bývalý mexický reprezentant v silniční cyklistice.
Na Letních olympijských hrách 1984 obsadil 11. místo v závodě jednotlivců a 17. místo v časovce družstev. V roce 1985 podepsal profesionální smlouvu s týmem Denti-Valtron. Jako první Mexičan startoval na Tour de France, kde získal dvě etapová vítězství, třikrát skončil v první desítce celkového pořadí (8. místo 1989 a 1990, 9. místo 1987) a v roce 1987 získal bílý trikot pro nejlepšího závodníka do 25 let. Skončil také sedmý na Vuelta a España 1991 a osmý v roce 1992, čtrnáctý byl na Giro d'Italia 1988. Vyhrál etapové závody Coors Classic 1987, Tour DuPont 1990 a 1993 a Okolo Mexika 1989, 1990 a 1994. V roce 1992 se stal vítězem jednorázového závodu Clásica de San Sebastián.
Kariéru ukončil v roce 1999 a působil jako cyklistický funkcionář. Po čtyřicítce se k závodění vrátil a v roce 2010 se stal mistrem Mexika v časovce, ale nominaci na Panamerické hry 2011 nezískal.